# 립글로스

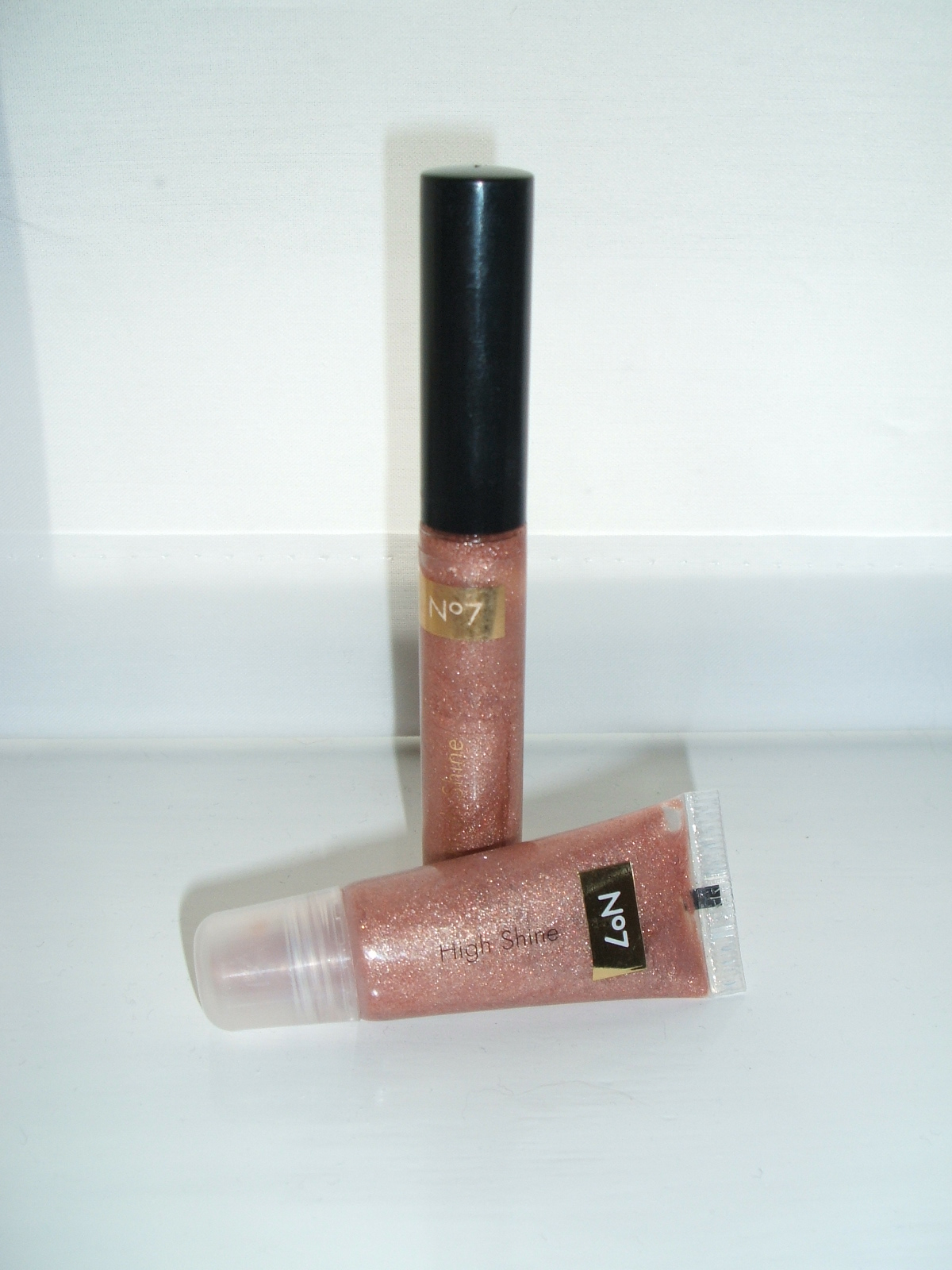
립글로스

립글로스(Lip gloss)는 입술에 윤기를 주는 화장품이다. 입술 보호 목적인 립밤이나 립스틱의 제형(劑形) 중 실온에서 액체인 형태를 일컫는 말이다.
입술에 글로시한 광택을 주기 위해 주로 사용되며, 때로는 은은한 컬러를 더해주기 위해 사용하는 화장품이다. 액체 또는 부드러운 고체로 유통된다. (일반적으로 의료 또는 진정 목적의 립밤 또는 일반적으로 더 착색된 색상을 발산하는 고체 크림 같은 물질인 립스틱과 혼동하지 말 것) 제품은 반투명에서 단색까지 불투명도 범위에서 사용할 수 있으며 다양한 반투명, 윤기, 광택 및 금속 마감 처리가 가능하다.

## 같이 보기
- 립라이너
- 립 스테인